# Liste der Biografien/As
Liste der Biografien |
Portal Biografien |
Personensuche
# |
A |
B |
C |
D |
E |
F |
G |
H |
I |
J |
K |
L |
M |
N |
O |
P |
Q |
R |
S |
T |
U |
V |
W |
X |
Y |
Z |
?
 
Aa |
Ab |
Ac |
Ad |
Ae |
Af |
Ag |
Ah |
Ai |
Aj |
Ak |
Al |
Am |
An |
Ao |
Ap |
Aq |
Ar |
As |
At |
Au |
Av |
Aw |
Ax |
Ay |
Az
 
Asa |
Asb |
Asc |
Asd |
Ase |
Asf |
Asg |
Ash |
Asi |
Asj |
Ask |
Asl |
Asm |
Asn |
Aso |
Asp |
Asq |
Asr |
Ass |
Ast |
Asu |
Asv |
Asw |
Asy |
Asz
Die Liste der Biografien führt alle Personen auf, die in der deutschsprachigen Wikipedia einen Artikel haben. Dieses ist eine Teilliste mit 14 Einträgen von Personen, deren Namen mit den Buchstaben „As“ beginnt.

## As
- Ås, Berit (1928–2024), norwegische Politikerin, Mitglied des Storting und Sozialpsychologin
- As, Naomi van (* 1983), niederländische Hockeyspielerin
- as-Sabi', Hilal (969–1056), irakischer Schriftsteller, Historiker und Bürokrat
- as-Sakakini, Khalil (1878–1953), palästinensischer Pädagoge und Schriftsteller
- as-Sakkākī (* 1160), arabischer Grammatiker und Rhetoriker
- as-Salih († 1249), sechster Sultan der Ayyubiden in Ägypten (1240–1249)
- as-Salih Haddschi II. († 1390), Sultan der Mamluken in Ägypten (1381–1382 und 1389–1390)
- as-Salih Ismail (1163–1181), Zengidenherrscher, Sohn von Nur ad-Din
- as-Salih Ismail († 1250), Sultan der Ayyubiden in Damaskus
- as-Salih Ismail (1325–1345), Sultan der Mamluken in Ägypten (1342–1345)
- as-Samh ibn Mālik al-Chaulānī († 721), arabischer Statthalter von al-Andalus
- as-Simawi, arabischer Alchemist
- as-Sistani, Ali, irakischer schiitischer GeistlicherAli as-Sistani

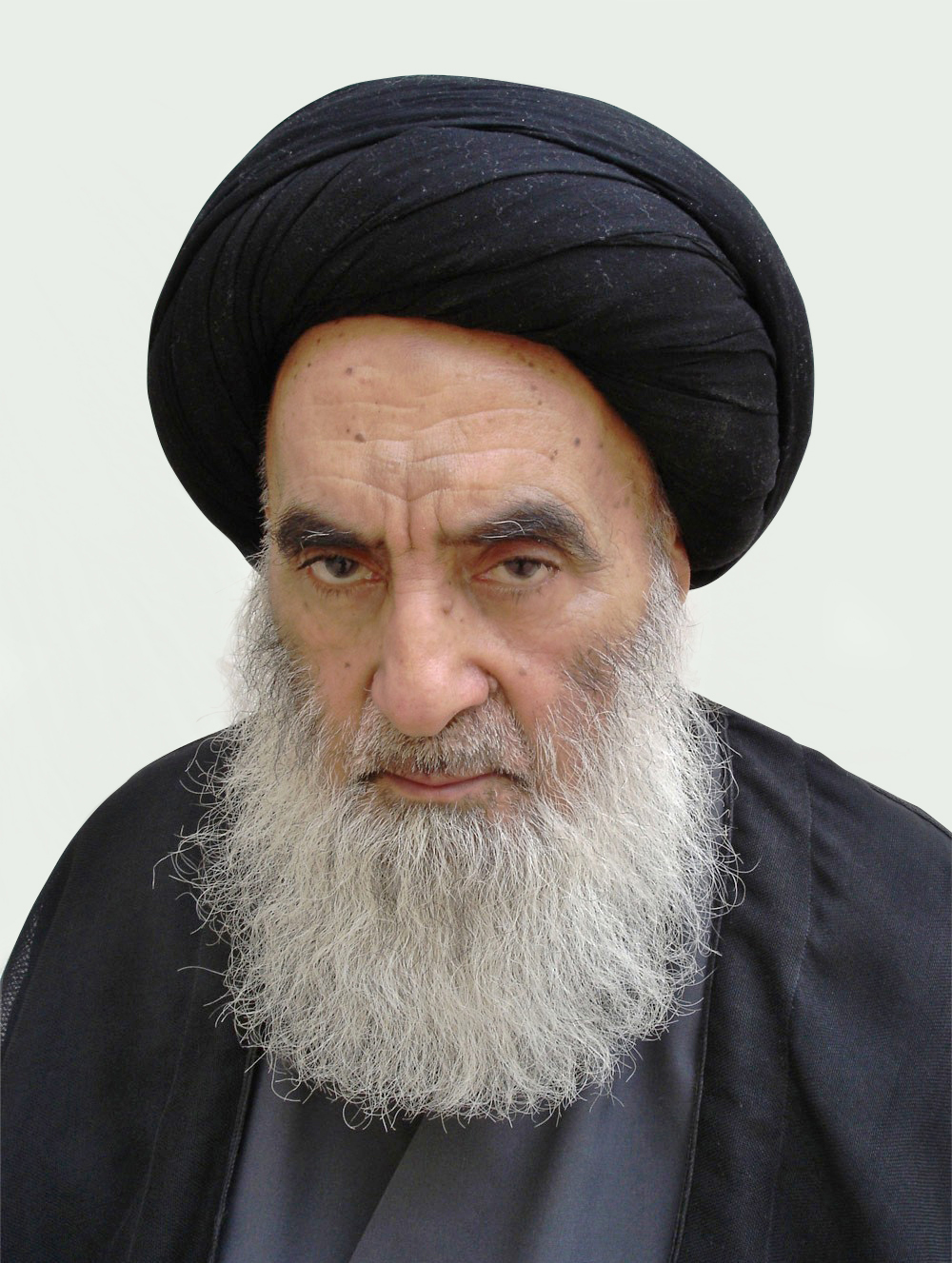
Ali as-Sistani

- as-Suddī († 745), Koranexeget